# جزيرة سيباجي
جزيرة سيباجي وهي جزيرة من جزر إندونيسيا، وتقع في إقليم كالمنتان الشرقية.